# Václav Pašek
Václav Pašek (12. dubna 1903 Skočice – 14. listopadu 1968) byl český a československý politik Komunistické strany Československa, poválečný poslanec Ústavodárného Národního shromáždění, Národního shromáždění ČSR a Národního shromáždění ČSSR.

## Biografie
Vyučil se strojním zámečníkem. Už v roce 1921 se stal členem nově vzniklé KSČ. Od roku 1924 byl členem KV KSČ v Plzni a od V. sjezdu KSČ nepřetržitě členem ÚV KSČ. V letech 1921-1929 byl aktivistou KSČ na místní a okresní úrovni. Počátkem 30. let navštívil Sovětský svaz, kde studoval Leninovu školu v Moskvě. Po návratu působil jako instruktor KSČ pro ilegální práci. V letech 1935-1937 byl politickým tajemníkem KSČ v Hodoníně a pak až do roku 1938 tajemníkem KSČ v Hodoníně.
I po válce zastával četné stranické funkce. V období let 1949-1951 byl předsedou Krajského výboru KSČ v Jihlavě a v letech 1951-1953 vedoucím tajemníkem Krajského výboru KSČ v Plzni. V listopadu 1945 byl kooptován za člena Ústředního výboru Komunistické strany Československa. V této funkci ho potvrdil VIII. sjezd KSČ, IX. sjezd KSČ, X. sjezd KSČ, XI. sjezd KSČ, XII. sjezd KSČ a XIII. sjezd KSČ. V období září 1953 - červen 1954 byl rovněž členem organizačního sekretariátu ÚV KSČ, od června 1954 do června 1957 členem sekretariátu ÚV KSČ a od září 1953 do června 1957 tajemníkem ÚV KSČ. Angažoval se v odborech v letech 1957-1968 byl členem předsednictva a tajemníkem Ústřední rady odborů. V roce 1955 mu byl udělen Řád Klementa Gottwalda.
K roku 1954 se profesně uvádí jako tajemník ÚV KSČ.
Po dlouhou dobu zasedal i v nejvyšších zákonodárných sborech. V parlamentních volbách v roce 1946 byl zvolen poslancem Ústavodárného Národního shromáždění za KSČ. V parlamentu setrval do konce funkčního období, tedy do voleb do Národního shromáždění roku 1948, v nichž byl zvolen do Národního shromáždění za KSČ ve volebním kraji Havlíčkův Brod. Mandát získal i ve volbách v roce 1954 (nyní za volební kraj Plzeň), volbách v roce 1960 (jako poslanec Národního shromáždění ČSSR) a volbách v roce 1964. V parlamentu setrval do své smrti v listopadu 1968.